# Hrastje (gmina Maribor)
Hrastje – wieś w Słowenii, w gminie miejskiej Maribor. W 2018 roku liczyła 553 mieszkańców. 